# F.T.F.O.
 F.T.F.O. (Fuck The Fuck Off) — дебютный студийный альбом американского хип-хоп-исполнителя Shaggy 2 Dope, выпущенный в 2006 году. Это второй сольный релиз рэпера: до этого в 1994 году был выпущен мини-альбом Fuck Off.
В первую неделю в магазинах было продано 14 тысяч экземпляров.

## Список композиций
1. «Prelude»
2. «Fuck The Fuck Off» (Feat Violent J)
3. «Keep It Scrubbin»
4. «Forever & Always»
5. «Make It Happen»
6. «Memories»
7. «Melthdown» (Feat Lavel/Violent J)
8. «They Shootin» (Feat Violent J)
9. «Half Full»
10. «Always Fuckin' With Us» (Feat Twiztid)
11. «Pull My Over» (Feat Violent J)
12. «Ball Bounce»
13. «Red Moon» (feat Lavel/Violent j/Michelle Rapp)
14. «Owl Face Hoe» (Feat Anybody Killa/Annette Utsler)
15. «Cobwebs in the Attic»
16. «It’s About Time»
17. «Your Life»